# Aalpuppe
Die Aalpuppe ist ein Angelgerät, dass hauptsächlich zum Aalfang eingesetzt wird. Es handelt sich um unbewachte, einzeln fischende Treibangeln. Diese bestehen aus einem Puppe genannten Schwimmkörper, der früher aus Binsen oder Kork, heute meist aus anderen Materialien mit guten Auftriebseigenschaften hergestellt wird sowie einer darauf aufgewickelten Angelschnur mit einem Haken, deren Länge üblicherweise etwa der doppelten Gewässertiefe entspricht.

Treibangel 1886

Aalpuppen werden, mit einem Köder (Fisch oder Regenwürmer) bestückt, gewöhnlich bei leichtem Wind abends so in einem Gewässer ausgesetzt, dass sie auf ein übersichtliches Ufer oder eine Bucht zutreiben, wo sie am nächsten Tag eingesammelt werden. Sie sind daher nicht in Fließgewässern einsetzbar. Da die Aalpuppe eine größere Gewässerfläche bestreicht, ist der Fangerfolg deutlich größer als bei der ortsfesten Aalschnur. Bei einer in den 1950er Jahren durchgeführten fünfjährigen Untersuchung betrug das durchschnittliche Fanggewicht pro 100 Haken 2,9 Kilogramm Aal gegenüber 0,7 Kilogramm auf 100 Haken beim Fang mit Aalschnüren.
Der Aalfang mit Treibangeln ist heute in vielen Regionen untersagt.